# Klinga László
Klinga László (Mosonszentpéter, 1947. július 9. –) olimpia bronzérmes, kétszeres Európa-bajnoki ezüstérmes, négyszeres magyar bajnok birkózó és mesteredző.

## Életpályája
Tanulmányait és katonai szolgálatát követően a Budapesti Honvéd birkózója volt 1973-ig, majd 1973-1978-ig az FTC csapatát erősítette, de 1976-tól ugyanitt már edzői tevékenységet is folytatott. Magyar bajnoki címet először 1968-ban szerzett, majd még három alkalommal nyert bajnoki címet. Az 1972. évi müncheni olimpián bronzérmes lett. Ezt követően 1973-ban Lausanne-ban az Európa-bajnokságon ezüstérmet szerzett.
1976 - Leningrád - Európa Bajnokság - ezüstérem
1978-1982-ig a magyar birkózó-válogatott szabadfogású csapatának vezetőedzője volt. Szakmai irányítása alatt 14 érmet szereztek válogatottaink Európa-, világ-, és olimpiai játékokon. Csak néhányat a példa kedvéért: Balla József olimpiai ezüstérmes, Kovács István olimpiai bronzérmesek Moszkvában. Balla József, Bíró László  Európa bajnokok és számos pontszerző helyezés mely tovább növelte Magyarország előkelő helyét a nemzetközi dicsőségtáblán. Többek között ekkorra könyvelhetjük az azóta is egyetlen szabadfogású világbajnokunk Kovács István aranyérmét is.
1981-ben a Testnevelési Főiskola szakedzői szakán diplomázott.
1983-1985-ig ismét az FTC-ben, majd 1986-tól a BVSC-ben folytatta edzői pályafutását.
1990-1996-ig egy visszautasíthatatlan meghívásnak eleget téve Svédországban folytatta edzői karrierjét, ráadásul szabadfogás hiányában kötöttfogású válogatottat irányította. Nevéhez kötődik a Martin Lidberg junior, és felnőtt világbajnoki-, valamint testvére Jmmy Lidberg Olimpiai ezüstérme (Atlantában), valamint számos csapatbajnoki győzelmük is.
2015-ben a Magyar Birkózó-szövetség az eddig elért eredményei és munkássága elismeréséül életműdíjjal jutalmazta.
2015 óta viseli birkózó terem nevét Kispesten. Itt működik a KNSI, ahol párhuzamosan végez edzői- és mentori munkát, az óvodásoktól egészen a serdülőkig. 2017-ben megkapta a Bay Béla-díjat. 6 év és 7 hónap után visszatért Magyarországra, és a hazai utánpótlás-nevelésben tevékenykedik.
Két leánygyermek édesapja. Felesége Klinga Klára (Tasnádi Klára) Budapest Honvéd színeiben tornázott. Ott is ismerkedtek meg egymással. Eredményes sportkarrierjét gerendán Budapest Bajnokként hagyta abba.